# 抗NMDA受體腦炎
抗NMDA受體腦炎是一种由抗体引起的脑炎。早期症状可能包括发热、头痛和疲倦 。随后，常会出现精神病，出现错误信念（妄想）和看到或听到别人看不到或听不到的东西（幻觉）。患者常会感到焦躁或困惑。随着时间進展，常会出现癲癇發作、呼吸减弱、血压和心率变异性增加。
约一半患者与肿瘤有关，最常併發卵巢畸胎瘤 。另一个确定的诱因是單純疱疹病毒腦炎，而其他病因尚不清楚  。自體免疫是可能的致病機轉，主要攻擊大脑的N-甲基-D-天門冬胺酸受體（NMDAR）的 GluN1 亚基 。通常根据脑脊液中的特异性抗体诊断。脑部MRI 检查通常正常。很容易误诊。
通常使用免疫抑制劑治疗，如果合併肿瘤，同時需要手术切除。经过治疗，大约 80% 的患者復原良好。越早治疗，效果越好。可能会留下长期的精神或行为问题。约有 4% 的患者死于此病。约有 10% 的患者会复发。
据估计，每年每百万人中就有 1.5 人患病。与其他腫瘤伴隨症候群相比，算是相对常见。其中女性约占80%。好发於 45 岁以下的成年人，但可出現在任何年龄 。2007 年 Josep Dalmau 首次描述此病症 。

## 圖片

患者的腦電圖出現極端筆刷狀樣式的 delta 波。這個樣式有時會出在抗NMDAr腦炎。源自 Mizoguchi et al., 2022.

## 外部連結
- Cahalan S. . 紐約郵報. 4 October 2009  [2024-11-02]. （原始内容存档于2010-01-02）. — 她發病時的經驗